# Franz Max Albert Kramer
Franz Max Albert Kramer, genannt Franz Kramer (* 24. April 1878 in Breslau; † 29. Juni 1967 in Bilthoven, Niederlande), war ein deutscher Hochschullehrer, Psychiater und Neurologe.

## Leben
Franz Kramer wuchs in einer gebildeten liberal-jüdischen Familie auf. Der frühverstorbene Vater Julius Kramer war Getreidekaufmann in Breslau. Von 1884 bis 1896 besuchte Kramer das Maria-Magdalenen-Gymnasium in Breslau und studierte anschließend an der Universität seiner Heimatstadt Medizin. 1901 bestand er das Examen und erhielt die Approbation, 1902 promovierte er bei Carl Wernicke zum Dr. med. Im gleichen Jahr publizierte er seine erste Arbeit zum Thema Muskeldystrophie und Trauma und trat als Assistenzarzt unter Wernicke in der Universitäts-Poliklinik für Nervenkranke in Breslau in das Berufsleben ein. 1904 übernahm Karl Bonhoeffer die Breslauer Klinik. Unter ihm habilitierte sich Kramer im Jahre 1907, er wurde Privatdozent an der Breslauer Universität. Kramer arbeitete zwischen 1903 und 1905 in Breslau mit Ferdinand Sauerbruch zusammen und auch mit Otfried Foerster, ebenfalls Schüler des Magdalenen-Gymnasiums und Neurologe, kam Kramer in Kontakt. Als Bonhoeffer 1912 als Direktor der Klinik für psychische und Nervenkrankheiten nach Berlin an die Charité berufen wurde, nahm er Kramer mit.
Die folgenden Jahre waren politisch bewegt und von Katastrophen gekennzeichnet. Die grausamen Auswirkungen des Krieges 1914–1918 wurden auch im Bereich der Geistes- und Nervenkrankheiten besonders sichtbar. Kramer unterstand die Nerven-Männerstation und die Männer-Poliklinik. 1921 übertrug Bonhoeffer ihm die Leitung der neu geschaffenen Kinder-, Kranken- und Beobachtungsstation, der dritten kinder- und jugendpsychiatrischen Einrichtung in Deutschland. Im gleichen Jahr wurde er zum außerordentlichen Professor der Medizinischen Fakultät der Universität Berlin ernannt. Kramer beriet als Sachverständiger die Strafrechts-Kommission des Deutschen Reichstages, und er wurde als Spezialist zu Konsultationen ins Ausland gerufen. Im Mittelpunkt seiner Arbeit aber standen Kinder und Jugendliche.
Kramer, der inzwischen Oberarzt und Stellvertreter von Bonhoeffer an der Charité geworden war, verlor aufgrund des sogenannten Gesetzes zur Wiederherstellung des Berufsbeamtentums wegen seiner jüdischen Herkunft 1933 die Lehrerlaubnis, und 1935 musste er auch seine Stelle in der Charité verlassen. Bis 1938 führte er seine bereits in den zwanziger Jahren eingerichtete neurologische Privatpraxis im Berliner Westen weiter. Vergebens bemühte sich Kramer um eine Professur in Istanbul oder Nordamerika; erst als ihm im August 1938 wie allen jüdischen Ärzten der Approbationsentzug bevorstand, wanderte der mittlerweile sechzigjährige Kramer mit Unterstützung Bonhoeffers und Sauerbruchs in die Niederlande aus und praktizierte erneut als niedergelassener Neurologe. Nach der Besetzung Hollands durch die deutsche Wehrmacht gelang es ihm, trotz seines jüdischen Ausweises bis zum Kriegsende zu überleben.

## Leistungen
Gemeinsam mit dem Assistenzarzt Hans Pollnow berichtete Franz Kramer 1932 in einer vielbeachteten Untersuchung Über eine hyperkinetische Erkrankung im Kindesalter in der Monatsschrift für Psychiatrie und Neurologie über ein später nach ihnen als Kramer-Pollnow-Syndrom benanntes Syndrom, das heute dem Formenkreis der Aufmerksamkeitsdefizit-/Hyperaktivitätsstörung zugerechnet wird. 1954 wurde in Marburg der erste Lehrstuhl für Kinder- und Jugendpsychiatrie durch Hermann Stutte begründet. Er sagte zum Tod von Franz Kramer: „Die europäische Kinderpsychiatrie hat allen Anlass, sich dieses Pioniers, dem durch die apokalyptischen Zeitumstände die Weiterführung seiner wissenschaftlichen Arbeiten unterbunden wurde und dem auch die gebührende Anerkennung versagt blieb, in Verehrung und Dankbarkeit zu erinnern.“ Seit 2003 gibt es den Kramer-Pollnow-Preis (KPP; Deutscher Forschungspreis für biologische Kinder- und Jugendpsychiatrie), der alle zwei Jahre verliehen wird.

## Veröffentlichungen
Aus über 50 Publikationen einige Beispiele:
- Elektrische Sensibilitätsuntersuchungen mittels Kondensatorentladungen. Habilitationsschrift, Breslau 1907.
- Wirbelsäulenverletzungen und hysterische Lähmungen. In: Berliner Klinische Wochenschrift, Berlin, 49:138, 1912.
- Schußverletzungen peripherer Nerven. In: Monatsschrift für Psychiatrie und Neurologie, 39:11-7, 1916.
- Psychiatr. Veranlagung und Straffälligkeit im Jugendalter. In: Zeitschrift für Kinderforschung, 162:5-15, 1920.
- Symptomatologie peripherer Lähmungen auf Grund der Beobachtungen bei Kriegsverletzungen. Karger, Berlin 1922.
- Beitrag zur Lehre von der Alexie und der amnestischen Aphasie. In: Monatsschrift für Psychiatrie und Neurologie, 67:346–360.
- Psychopathische Konstitutionen und organische Hirnerkrankungen als Ursache von Erziehungsschwierigkeiten. In: Zeitschrift für Kinderforschung, 41:306–322, 1933.
- Über ein motorisches Krankheitsbild im Kindesalter. In: Monatsschrift für Psychiatrie und Neurologie, 99:294–300, 1938.